# Robert Gunning
Robert Clifford Gunning (Longmont, 27 de novembro de 1931) é um matemático estadunidense. Trabalha com análise complexa.

## Vida e obra
Robert Gunning estudou na Universidade do Colorado (bacharelado 1952) e na Universidade de Princeton, onde obteve o mestrado em 1953 e um doutorado em 1955, orientado por Salomon Bochner, com a tese A classification of factors of automorphy. Em seguida esteve na Universidade de Chicago e a partir de 1956 foi Higgins-Lecturer na Universidade de Princeton, onde foi em 1957 Professor Assistente, em 1962 Professor Associado e em 1966 Professor.
Foi editor do Collected Works de seu professor Salomon Bochner. Em 1970 foi palestrante convidado ("Invited Speaker") no Congresso Internacional de Matemáticos em Nice (Some multivariable problems arising from Riemann surfaces). É fellow da American Mathematical Society.

## Publicações selecionadas
- Introduction to holomorphic functions of several variables. 3 Volumes, Wadsworth and Brooks/Cole, 1990.
- com Hugo Rossi Analytic functions of several complex variables. Prentice-Hall, 1965.
- Riemann Surfaces and generalized Theta Functions. Springer, Ergebnisse der Mathematik und ihrer Grenzgebiete, 1976.
- Lectures on Vector Bundles over Riemann Surfaces. Princeton University Press, 1967.
- Lectures on Riemann Surfaces. Princeton University Press, 1966.